# Valter Matošević
Valter Matošević (Rijeka, 11 de junio de 1970) fue un jugador de balonmano croata que jugaba como portero. Fue uno de los componentes de la Selección de balonmano de Croacia con la que disputó 190 partidos internacionales. 

## Equipos
- Zamet Rijeka (-1995)
- RK Zagreb (1995-1996)
- Zamet Rijeka (1996-1999)
- RK Metković (1999-2001)
- Bologna United (2001-2002)
- RK Zagreb (2002-2003)
- Wilhelmshavener HV (2003-2004)
- RK Zagreb (2004-2005)
- HSG Wetzlar (2005-2007)
- SDC San Antonio (2007-2008)
- FCK Håndbold (2008-2009)

## Palmarés
RK Zagreb
- Liga de Croacia 1996, 2003, 2005
- Copa de Croacia 1996, 2003, 2005

 RK Metković
- Copa EHF 2000
- Copa de Croacia 2001